# Мельник Сава Миколайович
Мельник Сава Миколайович  (18 грудня 1924, Вила-Ярузькі Чернівецького р-ну Вінницької обл. — 2011) — народний майстер яворівського жолобчасто-вибірного різьблення.

## Ранні роки
Сава Мельник народився у простій селянській родині на Вінниччині у селі Вила-Ярузькі. Навчався у восьмирічній сільській школі рідного села. По закінченню школи у 1940 працював у колгоспі на різних роботах. З 1944 року брав участь у бойових діях у складі Другого українського фронту Радянської армії. Під Будапештом був поранений.

## Навчання
Після  Другої світової війни навчався у Косівському училищі декоративно-прикладного мистецтва (сьогодні — це Косівський інститут прикладного та декоративного мистецтва Львівської національної академії мистецтв) протягом 1946–1951 рр., став один з перших учнів Йосипа Станька який розробляє новим видом різьблення — яворівським. Після закінчення Косівського училище залишається в ньому працювати викладачем Яворівської школи художніх ремесел. З цього часу він працює з Станьком і разом з ним розробляє нові елементи, мотиви, композиції. Дальшому розвиткові яворівським різьбленням Мельник постійно приділяв велику увагу, плідно працював як автор і педагог.
Помер 2011 р.

## Творчість
Однією з перших робіт була таріль з зображенням Т. Шевченка. Під час виготовлення виробів надавав фону виробу вишневого кольору, розтягуючи його до світліших кольорів, а в місцях розеток, кутів та деяких інших елементів використовував фарбування у чорний колір.
Уперше в яворівській школі художніх ремесел Мельник запровадив нову форму виробу — куманець[джерело?]. Відтоді куманець входить до ряду традиційних виробів з яворівським різьбленням[джерело?].
Оригінального та нового змісту набула композиція писанок-різьбянок «Українська Пасха» у 1992 році[джерело?].

## Досягнення
З 1953 р. Мельник постійний учасник обласних, республіканських, всесоюзних виставок, він нагороджений 10 медалями, з них — 4 золоті.
1976 року йому надано звання народного майстра декоративно-прикладного мистецтва[джерело?]. Твори С. М. Мельника стали надбанням музеїв Києва, Львова, Запоріжжя, Канева а також близького та далекого зарубіжжя.

## Учні
- Гавришкевич Ігор Степанович[4]
- Канарчик Михайло Карлович